# Jönköpings Mekaniska Werkstad

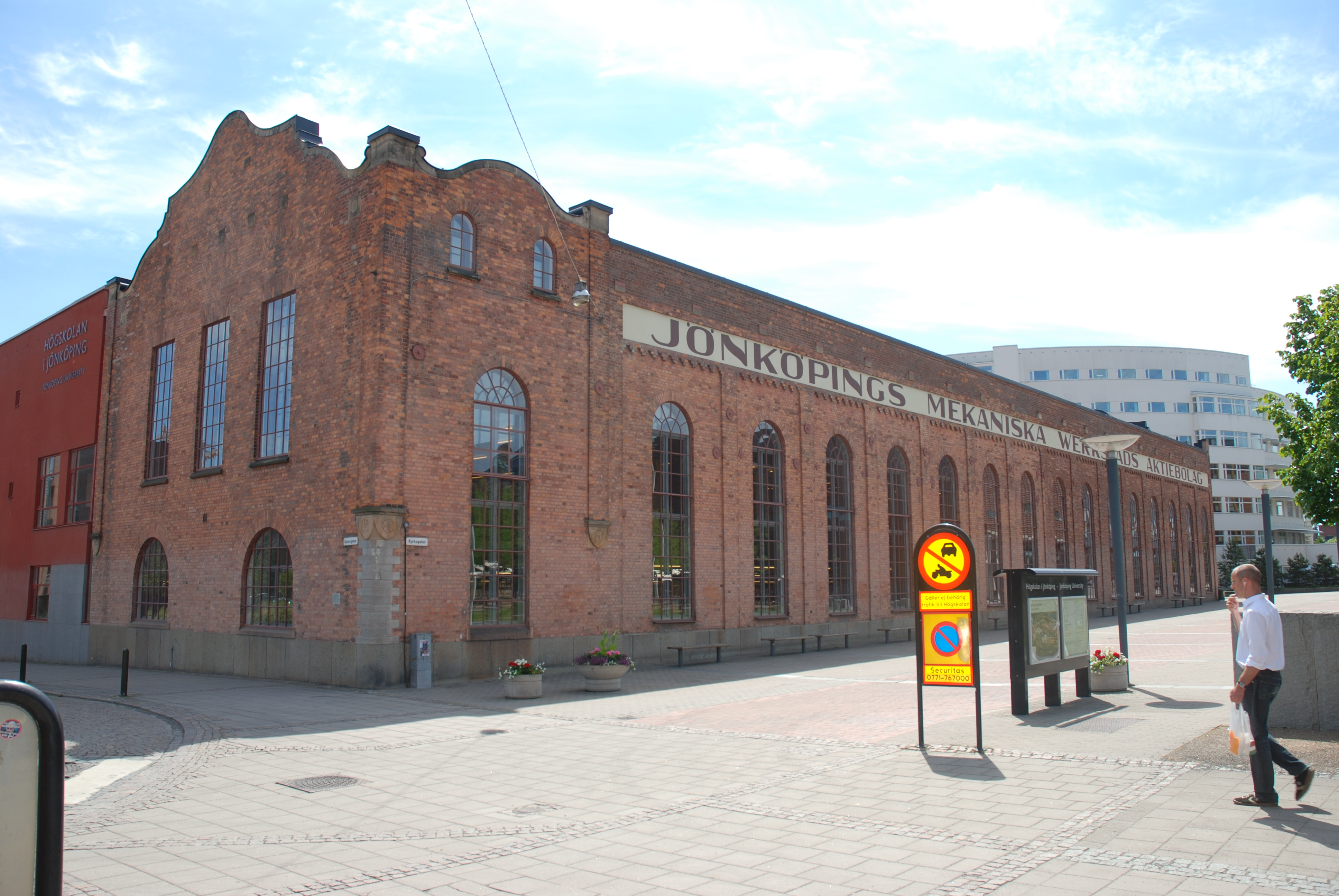
JMW:s gjuterihall vid Kyrkogatan, ursprungligen ritad av arkitekt Magnus Steendorff och senare ombyggd till bibliotek för Högskolan i Jönköping.

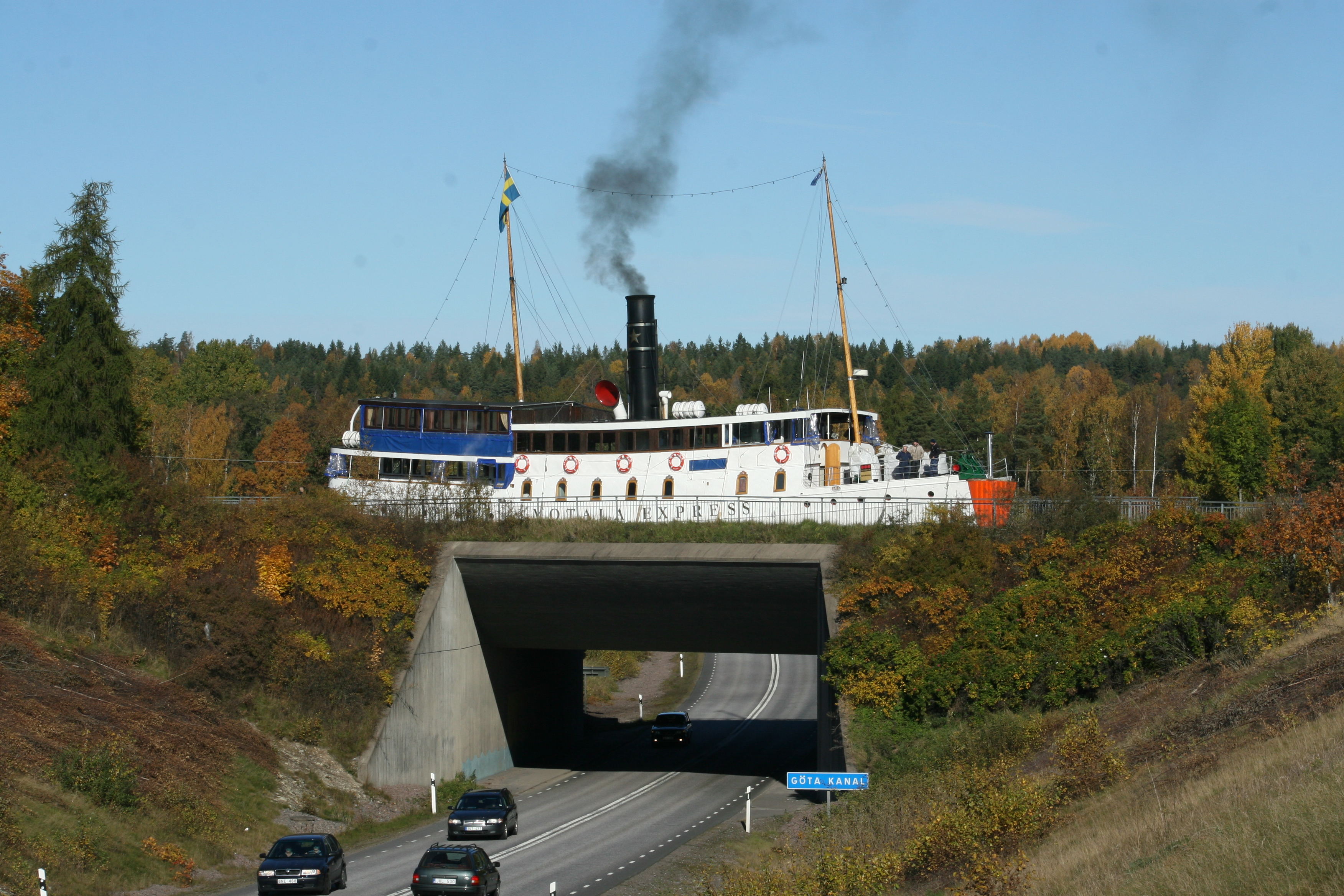
S/S Motala Express med kapat förskepp på Göta kanals akvedukt över Riksväg 34 strax sydväst om Kungs Norrby, 2010.

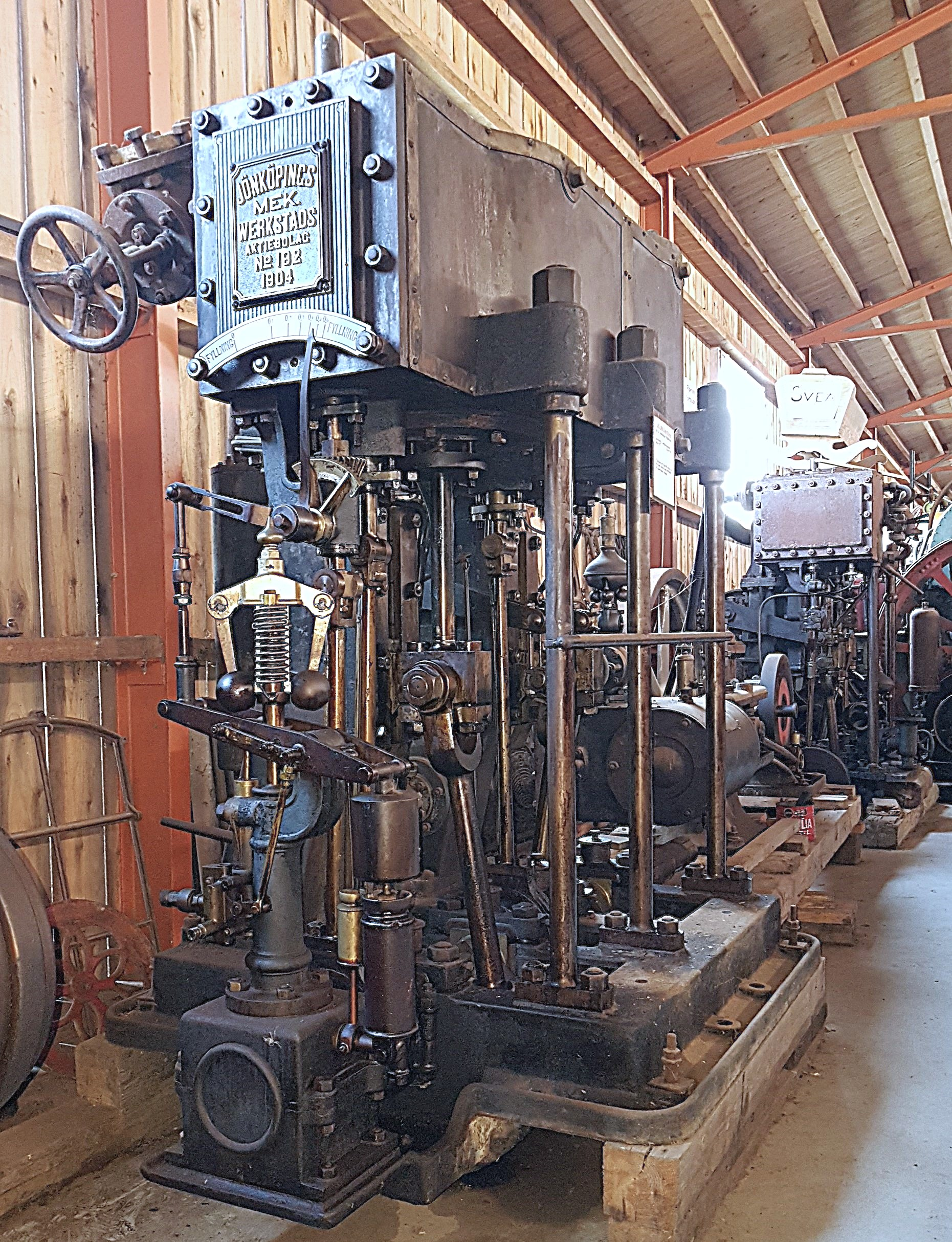
Ångmaskin från Jönköpings Mek Verk. Från Fagersanna ångsåg. Nu vid RUBENS Maskinhistoriska Samlingar, Götene

Jönköpings Mekaniska Werkstads AB, JMW, var ett svenskt industriföretag, som var verksamt 1860—1992. Företaget var också känt under namnet Sandwalls Mekaniska Werkstad.;
JMW grundades 1860 som Jönköpings Gjuteri och Mekaniska Werkstad av bröderna Johan Edvard Lundström och Carl Frans Lundström samt järnhandlanden Frans Gustaf Sandwall och de första industribyggnaderna vid Munksjöns strand inrättades. Johan Edward Lundström grundade även Jönköpings tändsticksfabrik och Munksjö AB i Jönköping samt Katrinefors pappersbruk i Mariestad. Den främsta anledningen till gjuteriets tillkomst var att man snabbt behövde få fram reservdelar till maskinerna i tändsticksfabriken. Övrig produktion sålde Sandwall.  Från 1863 blev Sandwall ensam ägare till det som i folkmun var känt som Sandwallska gjuteriet. När Sandwall avled 1897 bildade arvingarna året därpå Jönköpings Mekaniska Werkstads AB med äldste sonen John Sandwall (1867–1954) som verkställande direktör.
Företagets produktion utgjordes från början av olika enklare typer av gjutgods såsom staket, fönsterkarmar, spisar och trädgårdsmöbler riktade till privatkunder. Efter 1866 skedde en snabb expansion och fläktar, turbiner, ångpannor togs in i sortimentet. Den första ångpannan framställdes 1879. 1880 byggdes en ny för tiden synnerligen stor verkstadsbyggnad. 
Vid samma tid började JMW bygga ångfartyg av olika typer på egen slip. Från 1882 till 1907 tillverkades sammanlagt 31 ångfartyg, däribland flera passagerarångare som Motala Express 1895. Därefter övergick företaget till att tillverka elektriska kraftcentraler och från 1905 också maskiner för pappers- och cellulosaindustrin. Denna tillverkningsgren avyttrades 1912 till Karlstad Mekaniska Werkstad, då JMW hade full sysselsättning med tillverkning av ångpannor, turbiner och råoljemotorer. Sistnämnda tillverkning avskiljdes senare och drevs av AB Jönköpings Motorfabrik.   
Vid denna tid var JMW ett av Sveriges största verkstadsindustriföretag
Organisatoriskt började JMW från 1910-talet knoppa av olika verksamheter från moderföretaget, vilket gick i konkurs 1921 under lågkonjunkturen efter första världskriget. År 1929 övertogs det 1917 av John Sandwall grundade Juneverken i Bankeryd. Företaget rekonstruerades och blev under 1930-talet en ledande svensk tillverkade av ångpannor. Det hade länge tillverkat olika pumpar och 1929 inköptes Luth & Roséns Elektriska AB:s tillverkning av så kallade Ludwigsbergspumpar, varefter pumpar av alla slag och storlekar kunde erbjudas. 
År 1950 såldes JMW, som då huvudsakligen var en pumptillverkare, till Zander & Ingeström. Detta företag uppgick i sin tur i Alfa Laval under 1960-talet. Alfa Laval sålde 1982 JMW till Scanpump. och dess produktionen avvecklades successivt under en tioårsperiod. 
De tidigare industrifastigheterna såldes 1994 till Högskolefastigheter i Jönköping AB för att byggas om till lokaler för Högskolan i Jönköping.
JMW, Jönköpings tändsticksfabrik, Jönköpings Westra tändsticksfabrik och Munksjö pappersbruk var de viktigaste företagen vid Jönköpings industrialisering under senare hälften av 1800-talet.

## Byggda fartyg i urval[3]
Samtliga fartyg år propellerdrivna, utom hjulångaren och ångslupen Chmäleveo.
- 1882 Ångslupen Maria, varvsnummer 1, förste ägare skeppsredare N.C. Carlsson i Stockholm, senare bland annat S/S Iggesund II 1921–1968 och Boxholm III 1968–1981
- 1883 Ångslupen Bertha, varvsnummer 2, C.H. Backert, 18,5 meter lång, första externa ägare Waxholms Ångfartygs AB i Stockholm
- 1883 Ångslupen Trafik I, varvsnummer 3, senare Nocturne, första ägare Ångslups AB Trafik i Nyland i Kramfors kommun, 18,5 meter lång
- 1884 Hjulångaren och ångslupen Chmäleveo, förste ägare en herr Tsherbakoff i Sankt Petersburg i Ryssland, nio meter lång
- 1885 S/S Virgo, varvsnummer 4 första ägare bolaget Virgo i Jämtland, 21 meter lång, trafikerade Ströms vattudal på !930-talet
- 1885 S/S Rossö, varvsnummer 5
- 1885 Ångslupen Signe, varvsnummer 6, 14 meter lång, första externa ägare 1886 jägmästare Frans Oskar Bremberg i Skellefteå. 1996 omdöpt till Astrida
- 1887 Ångslupen Blenda, varvsnummer 7, 19,6 neter lång, första externa ägare 1889 Ångbåtsbolaget Bråviken i Norrköping
- 1887 S/S Gerda, varvsnummer 8, senare bland annat Trafik II i Ångermanälven
- 1886 Ångslupen Anna, varvsnummer 9
- 1888 Ångslupen Olga, 15,3 meter lång, första externa ägare 1892 Teodor Traung i Arvika, omdöpt till Victoria
- 1888 Kylörn
- 1888 Clemensnäs
- 1890 Maria II,
- 1890 Bollsta II
- 1891 Ångslupen Maria III, varvsnummer 16,2 meter lång, första externa ägare 1894 Gottskärs Badhus bolag i Kungsbacka
- 1891 S/S Guldkroken, varvsnummer 17, förste ägare Ångbåtsfartygs AB Södra Wettern, 24 meter långt, efter 1896 med namnet Södra Wettern
- 1892 Sigridt
- 1892 Stor-Erik
- 1894 S/S Vira, varvsnummer 20, första ägare Norra Skärgårdens Ångbåts AB BNPpå Öckerö
- 1895 S/S Motala Express, varvsnummer 21
- 1896 Oscar, varvsnummer 22
- 1898 S/S Trosa, varvsnummer 23, senare Vestanvind, första ägare Ångbåtsbolaget Mälaren i Södertälje
- 1900 Bogserbåten Minerva, varvsnummer 29, för Carl Oscar Lundberg i Stockholm, senare ägd av Transportbolaget
- 1901 Ångslupen F.O. Bremberg, varvsnummer 28, första ägare Ångbåts- och Industri AB Arjeploug i Arjeplog
- 1904 Ångslupen Måsen, varvsnummer 32, första ägare Waxholms Nya Ångfartygs AB i Vaxholm